# Купа на европейските шампиони 1973/74
Купата на европейските шампиони 1973/74 е 19-о издание на турнира. 31 клубни отбора участват в него, в това число 30 национални шампиона от предходния сезон и Аякс Амстердам като носител на трофея.
Участниците играят в чист турнирен формат със срещи на разменено гостуване (изключение: финалът) за короната на европейския клубен футбол. При равенство след двете срещи се гледа правилото за гол на чужд терен. Ако и там има равенство, при втората среща се изиграват и продължения и евентуално като краен изход се достига до изпълнение на дузпи. Единствено при финала се наложи преиграване.
Финалът се играе на 15 май 1974 г. на стадион Хейзел в Брюксел пред 49.000 зрители. В първата среща Байерн Мюнхен и Атлетико Мадрид не успяват да се победят и завършват 1:1 след продулжения, след като Георг Шварценбек бележи гол от разстояние в 120-ата минута. 5 минути по-рано Атлетико Мадрид са повели в резултата. На 17 май се играе преиграването, спечелено от баварците с 4:0, с което купата отива за пръв път в Германия

## 1. Кръг
Първите срещи се състоят на 18 и 19 септември, а реваншите са на 20 септември и 3 октомври 1973 г.
|                        | Общ резултат |                     | 1-ви мач | 2-ри мач  |
| ---------------------- | ------------ | ------------------- | -------- | --------- |
| Фрам Рейкявик          | 2:11         | Базел               | 0:5      | 2:6       |
| Цървена Звезда Белград | 3:1          | Стал Мелец          | 2:1      | 1:0       |
| Байерн Мюнхен          | 4:4 (4−3 д.) | Отвидаберис         | 3:1      | 1:3 (сдв) |
| Бенфика Лисабон        | 2:0          | Олимпиакос          | 1:0      | 1:0       |
| Уотърфорд              | 2:6          | Дожа Уйпещ          | 2:3      | 0:3       |
| Турку ПС               | 1:9          | Глазгоу Селтик      | 1:6      | 0:3       |
| Динамо Дрезден         | 4:3          | Ювентус             | 2:0      | 2:3       |
| Клуб Брюж              | 10:0         | Флориана            | 8:0      | 2:0       |
| Жонес Еш               | 1:3          | Ливърпул            | 1:1      | 0:2       |
| Атлетико Мадрид        | 1:0          | Галатасарай         | 0:0      | 1:0 (сдв) |
| Викинг Ставангер       | 1:3          | Спартак ТАЗ Търнава | 1:2      | 0:1       |
| Вайле                  | 3:2          | Нант                | 2:2      | 1:0       |
| ЦСКА София             | 4:0          | ШСФ Инсбрук         | 3:0      | 1:0       |
| Крусейдърс             | 0:12         | Динамо Букурещ      | 0:1      | 0:11      |
| Заря Ворошиловград     | 3:0          | АПОЕЛ Никозия       | 2:0      | 1:0       |

## 2. Кръг
Първите срещи се състоят на 24 октомври, а реваншите са на 6 и 7 ноември 1973 г.
|                        | Общ резултат |                    | 1-ви мач | 2-ри мач  |
| ---------------------- | ------------ | ------------------ | -------- | --------- |
| Цървена Звезда Белград | 4:2          | Ливърпул           | 2:1      | 2:1       |
| Глазгоу Селтик         | 1:0          | Вайле              | 0:0      | 1:0       |
| Бенфика Лисабон        | 1:3          | Дожа Уйпещ         | 1:1      | 0:2       |
| Спартак ТАЗ Търнава    | 1:0          | Заря Ворошиловград | 0:0      | 1:0       |
| Клуб Брюж              | 6:7          | Базел              | 2:1      | 4:6       |
| Динамо Букурещ         | 2:4          | Атлетико Мадрид    | 0:2      | 2:2       |
| Аякс Амстердам         | 1:2          | ЦСКА София         | 1:0      | 0:2 (сдв) |
| Байерн Мюнхен          | 7:6          | Динамо Дрезден     | 4:3      | 3:3       |

## Четвъртфинал
Първите срещи се състоят на 27 февруари, 5 и 6 март, а реваншите са на 20 и 21 март 1974 г.
|                        | Общ резултат |                 | 1-ви мач | 2-ри мач  |
| ---------------------- | ------------ | --------------- | -------- | --------- |
| Базел                  | 5:6          | Глазгоу Селтик  | 3:2      | 2:4 (сдв) |
| Байерн Мюнхен          | 5:3          | ЦСКА София      | 4:1      | 1:2       |
| Спартак ТАЗ Търнава    | 2:2 (3−4 д.) | Дожа Уйпещ      | 1:1      | 1:1 (сдв) |
| Цървена Звезда Белград | 0:2          | Атлетико Мадрид | 0:2      | 0:0       |

## Полуфинал
Първите срещи се състоят на 10 април, а реваншите са на 24 април 1974 г.
|                | Общ резултат |                 | 1-ви мач | 2-ри мач |
| -------------- | ------------ | --------------- | -------- | -------- |
| Дожа Уйпещ     | 1:4          | Байерн Мюнхен   | 1:1      | 0:3      |
| Глазгоу Селтик | 0:2          | Атлетико Мадрид | 0:0      | 0:2      |

## Финал
| 15 май 1974 |

| Байерн Мюнхен   | 1 – 1 (след продължения) | Атлетико Мадрид |
| --------------- | ------------------------ | --------------- |
| Шварценбек 120' |                          | Арагонес 114'   |

| Хейзел, Брюксел 49 000 зрители Съдия: Витал Лоро |

### Преиграване
| 17 май 1974 |

| Байерн Мюнхен                  | 4 – 0 | Атлетико Мадрид |
| ------------------------------ | ----- | --------------- |
| Хьонес 28', 83' Мюлер 57', 70' |       |                 |

| Хейзел, Брюксел 23 000 зрители Съдия: Алфред Делкур |

| КЕШ 1973/74               |
| ------------------------- |
| ФР Германия               |
| Байерн Мюнхен Първа титла |